# Olympic Green
L'Olympic Green (cinese semplificato: 奥林匹克公园) è il Parco olimpico di Pechino, Cina costruito in occasione dei Giochi della XXIX Olimpiade del 2008.

## Stadio Nazionale di Pechino

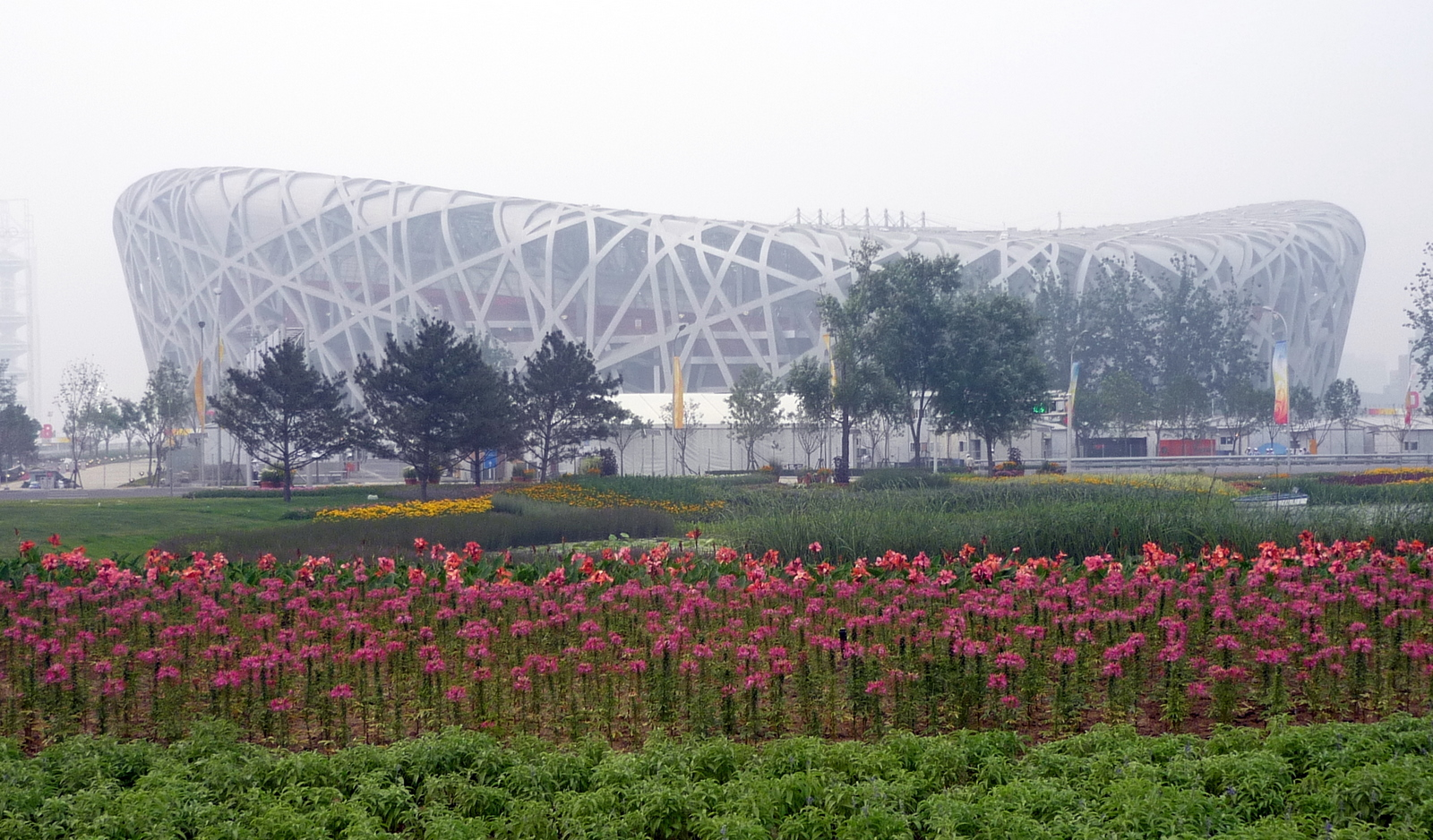
Stadio Nazionale di Pechino

Lo Stadio Nazionale di Pechino è il fulcro del progetto. La struttura ospita le Cerimonie di apertura e chiusura dei giochi, oltre alle gare di atletica e calcio. Lo stadio può accogliere 91.000 spettatori in occasione dei Giochi, capacità che sarà poi ridotta a 80.000.

## Centro Acquatico Nazionale di Pechino

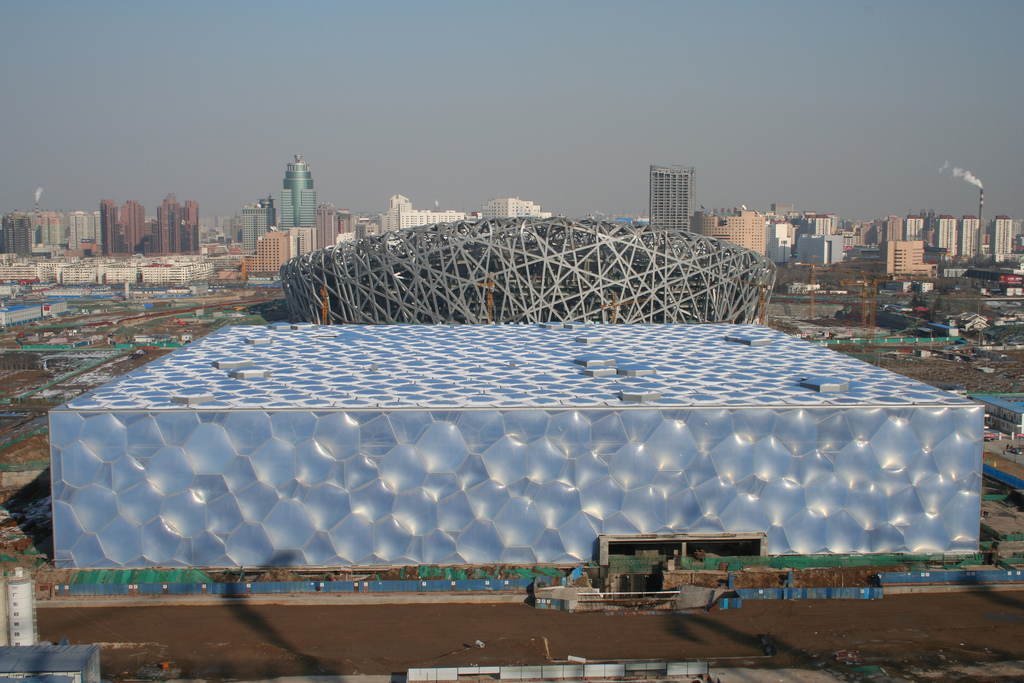
Centro Acquatico Nazionale di Pechino

Il Centro Acquatico Nazionale di Pechino ospita le gare di nuoto, tuffi e nuoto sincronizzato. Ha una capacità di 17.000 spettatori (ridotta a 6.000 dopo i Giochi) e si trova accanto allo Stadio Nazionale.

## Stadio Coperto Nazionale di Pechino
Lo Stadio Coperto Nazionale di Pechino ospita le gare di pallamano, ginnastica artistica e trampolino. Con 19.000 posti, è la più grande arena coperta dei Giochi.

## Olympic Green Convention Centre
L'Olympic Green Convention Centre ospita le gare di scherma e le discipline di sparo e scherma del pentathlon moderno. È anche usato come Centro internazionale di trasmissione e Centro stampa principale (per convegni e esposizioni). Il Centro copre 270.000 m².

## Olympic Green Hockey Field
L'Olympic Green Hockey Field ospita le gare di hockey su prato. Copre 11,87 ettari con 2 campi e 17.000 posti. Avrebbe dovuto essere smantellato dopo i giochi; le immagini da satellite mostrano che l'intero complesso è ancora in situ.

## Olympic Green Archery Field
L'Olympic Green Archery Field ospita le gare di tiro con l'arco. Occupa 9,22 ettari e ha 5.000 posti. Dopo i Giochi sarà un parco.

## Olympic Green Tennis Centre
L'Olympic Green Tennis Centre ospita le gare di tennis e tennis su sedia a rotelle. Ha 16 campi (10 di gara, 6 di pratica) e una capacità di 17.400 spettatori. Ha aperto il 1º ottobre 2007.

## Villaggio Olimpico
Il Villaggio Olimpico di Pechino, che ospita gli atleti, è composto da 22 edifici a sei piani e 20 a nove piani.